# 覆面座談会事件
覆面座談会事件（ふくめんざだんかいじけん）は、1968年年末、『SFマガジン』誌上の匿名座談会によって日本SF作家クラブの内部に亀裂が生じた事件。
1950年に日本の推理小説界を震撼させた、『新青年』における抜打座談会事件のSF版と呼ばれることもある。

## 経緯
1968年12月25日発売の『SFマガジン』69年2月号に「覆面座談会 日本のSF '68～'69」が掲載された。その内容は、評論家石川喬司・翻訳家稲葉明雄及び伊藤典夫、そして『マガジン』編集長・福島正実と副編集長・森優（南山宏の本名）の5人の出席者がA～Eの匿名に隠れて、当時の日本のSF作家たちを遠慮なく批評するものだった。俎上に上せられた作家たちの名は、以下の通りである（座談会の小見出しに拠る）。
- "進化した"星新一
- 小松左京＝一九六八・日本・世界
- 時代と踊る筒井康隆
- 眉村卓期待にこたえるべし
- 世界に冠たれ無常SF（光瀬龍）
- SF作家プロパー（豊田有恒）
- 有望株か不真面目か（久野四郎）
- 未完の大器・石原藤夫
- 虎は起きたか起きないか（平井和正）
- うわさの二人（石川喬司・福島正実）
- アウトサイダーたち（河野典生・西村京太郎・草川隆・山口裕一・福田紀一・宮崎惇）

出席者の発言は、たとえば小松に関しては
筒井に関しては
豊田に関しては
などといった具合であった。これらの発言が、この座談会で手ひどく非難されたSF作家たちの間に激しい反発を招いた。
なお、匿名だった座談会の出席者は稲葉明雄を除いて、『SFマガジン』の発売直後に名乗り出て、遺憾の意を表明したという。

## 波紋
この会話内容にショックを受けた星・小松・筒井・平井・豊田らは、熱海にある文藝春秋の寮で善後策を協議した。
星は「飼い犬に手を噛まれるという話はあるが、この場合は、飼い主のほうが、犬の尻に噛みついたようなものだな」と皮肉った。小松は『SFマガジン』編集部に抗議文を寄せ、匿名に隠れて他人を批判する行為を闇討ちにたとえて非難。特にB（稲葉明雄）の発言を「"新しい文学"たりうるはずのSFを、まことに趣味的ディレッタント（好事家）的な"好ききらい"の態度で判定しようとする」ものとして批判した。平井は1969年3月に同人誌「サイレント・スター」誌上でこの座談会のパロディ『S・S22号評 ミスターX達との座談会』を発表した。福島と親交が深かった矢野徹は『SFマガジン』1969年5月号に架空匿名座談会「SF界に新風よ吹け!」を発表した。同時に、福島と絶縁し批判文を発表した豊田をたしなめ、小松たちと福島たちの間に生じた亀裂を埋めようとした。
これに対して福島は、日本のSFに対する真正面からの批評の必要性を頑強に主張。『SFマガジン』1969年6月号に山野浩一の評論「日本のSFの原点と志向」を載せ、日本のSFの閉鎖的状況に対する批判を山野に代弁させた。最終的に福島は、この事件の責任を取る形で早川書房を退社。『SFマガジン』1969年8月号に退社の挨拶文「それでは一応さようなら」を発表し、「批評を嫌い、批判されたことを恨み、未練がましくあげつらう精神で、いったいなぜ、SFが書けるか。多少の批評をされたからというので、気落ちして書けなくなるような、そんな女々しい人間は、もともとものを書くべきではなかった。そんな弱々しい作家は、消えてなくなればいいのです」と一方的に作家たちを非難した。福島が独立した際の励ます会には、座談会で槍玉に挙げられた作家のほとんどが欠席した。
豊田は1976年から『奇想天外』誌上で連載開始したエッセイ「あなたもSF作家になれるわけではない」（完結後の1979年11月に単行本化）でこの事件に触れ、最後まで名乗り出なかった稲葉明雄をIのイニシャルで批判し、この連載がきっかけとなって稲葉は名乗り出ることになった。
福島が設立した少年文芸作家クラブ（現・創作集団プロミネンス）には多くのSF作家が参加していたが、この事件を機にほとんどが退会。残ったSF作家は光瀬龍、眉村卓、南山宏らに限られた。
福島はのち1976年に死去。筒井康隆は当時のことを振り返り、覆面座談会以降『SFマガジン』とは絶縁状態が続いたが、副編集長の森優に特に乞われて『脱走と追跡のサンバ』は連載した、しかし短篇はほとんど書かなかったと述べている。また「福島氏はやがて早川書房を退社し、数年後に喉頭ガンで急逝するが、仲直りすることはなかった」とも述べている。大方のSF作家は生前の福島の功績を称えているが、筒井康隆など一部のSF作家たちの間では福島への感情的なしこりを残す形になった。1979年に光文社から『SF宝石』が発刊された時には、編集長の谷口尚規が関西在住の作家を訪ねた折、福島の知人であることを何気なく知らせたばかりに門前払いを受け、一部の作家たちから執筆拒否を受けたこともある。